# 341958 Chretien
341958 Chretien este o planetă minoră (asteroid) din centura de asteroizi. A fost descoperită pe 3 august 2008 la Eygalayes de Patrick Sogorb⁠(d) și a fost numită după Henri Chrétien. 
Obiectul prezintă o orbită caracterizată de o semiaxă mare de 2,4227372507951 UAi, o excentricitate de 0,19, o înclinație de 4,1 ° în raport cu ecliptica.